# Competencia (geología)

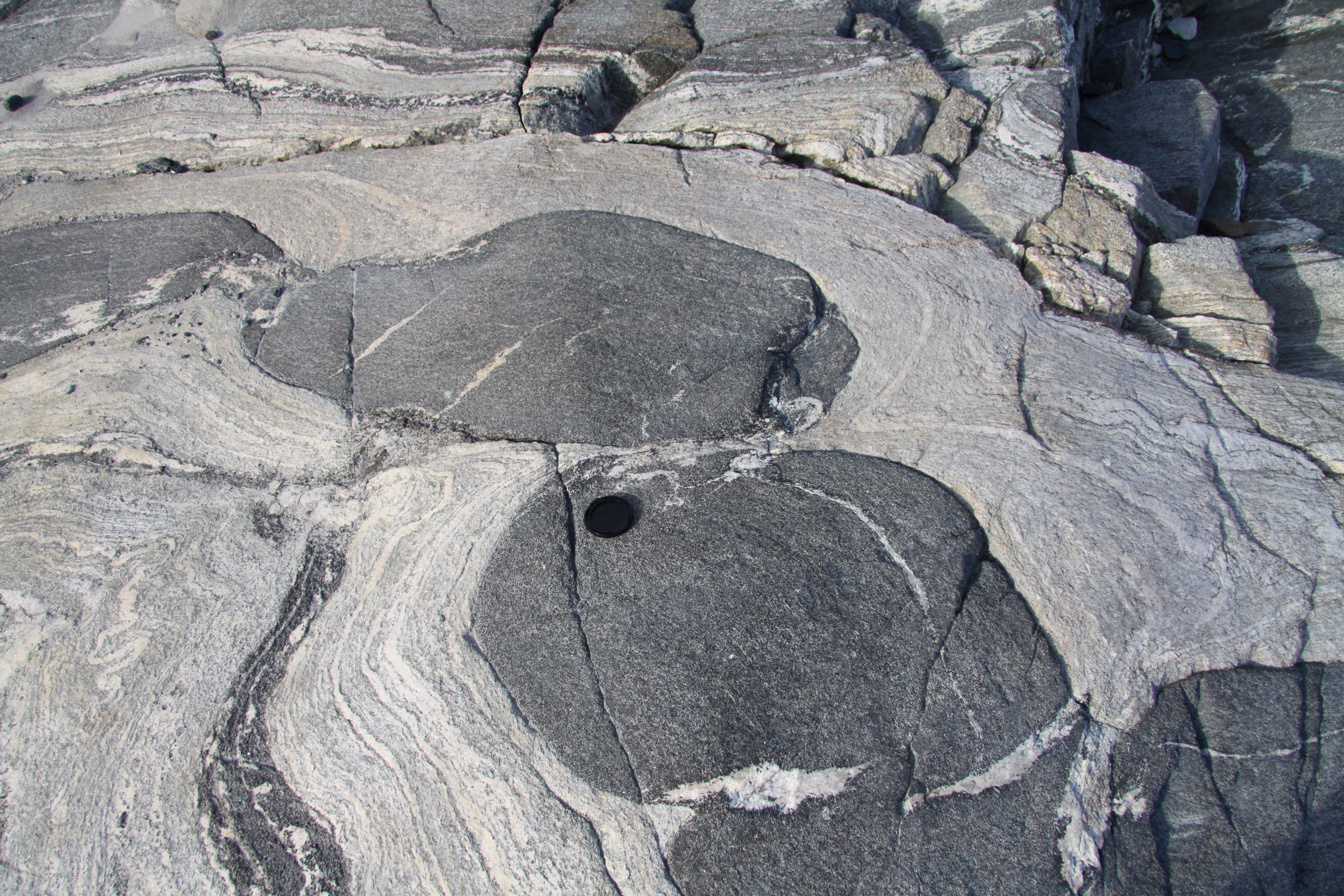
Boudinage de materiales básicos, relativamente más competentes, entre gneises cuarzofeldespáticos.

En geología el término competencia se refiere a una propiedad de las rocas que consiste en su resistencia a la erosión o a la deformación en relación con su resistencia mecánica. De manera muy simplificada en geología se llaman competentes a las rocas que en el idioma vulgar se llaman duras, por ejemplo los granitos; y llamamos incompetentes a las rocas que en términos vulgares llamamos blandas, por ejemplo las arcillas. En minería se llama 'rocas competentes' a aquellas en las que una galería no necesita entibación. Las rocas más competentes tienden a aparecer en afloramientos por efecto de la erosión, al ser excavadas las rocas más blandas que las rodean. Por esa misma resistencia tienden a formar acantilados cuando forman la costa. En las rocas estratificadas las rocas más competentes tienden a quebrarse, allí donde las menos competentes tienden a deformarse; aunque lo que de manera más significativa determina las estructuras que se constituyen durante la deformación es la competencia comparada entre las rocas que aparecen juntas. La competencia relativa o comparativa cambia además con la temperatura o la presión de confinamiento; por ejemplo, las calizas metamorfizadas son, relativamente al grado de metamorfismo, competentes si es bajo e incompetentes cuando avanza.

## Resistencia a la erosión
Ciertos tipos de rocas, como los granitos o muchas calizas, son competentes por su elevada resistencia mecánica.

## Resistencia a la deformación

### Rocas estratificadas sin metamorfizar o poco metamorfizadas.
La mayoría de las rocas sedimentarias y de las volcánicas seriadas muestran estratificación entre capas cuando éstas difieren litológicamente. Si se produce deformación, la respuesta de la formación rocosa y de cada roca que la constituye dependen en gran medida de la competencia relativa de unas capas respecto a otras.

### Secuencias metamórficas
La plasticidad de los cristales aumenta cuando lo hace la temperatura, de manera que, pasados los primeros grados de metamorfismo, la deformabilidad de los cristales individuales pasa a ser el principal factor de la competencia o deformabilidad de la estructura completa de la que forman parte.